# 康普灯心草
康普灯心草（学名：Juncus kangpuensis）为灯心草科灯心草属的植物，是中国的特有植物。分布于中国大陆的云南等地，生长于海拔3,500米的地区，多生长在山坡草地，目前尚未由人工引种栽培。